# Bolostromus pulchripes
Bolostromus pulchripes là một loài nhện trong họ Cyrtaucheniidae. Loài này phân bố ờ Venezuela.